# Атербергове границе конзистенције
Атербергове границе конзистенције (енгл. Consistency Limits, Atterberg’s Consistency Limits, фр. Limities de consistence (d’Atterberg),  , рус. Границы консистенций (Аттерберга)) представљају прелазе из једног у друго стање конзистенције. Свакој граници конзистенције одговара одређен садржај воде изражен у процентима тежине одговарајуће масе тла у сувом стању. 
А. Атерберг (1911) је предложио да се дефинишу три границе:
- граница скупљања,

- граница пластичности и

- граница течења.

Ове границе одвајају поједина карактеристична стања конзистенције тла а одређују се лабораторијским путем.
Атербергове границе могу послужити за разликовање прашине и глине, и могу послужити за разликовање врста прашина и врста глина. Ове границе предложио је Алберт Атерберг, шведски хемичар. Касније је ове границе дорадио Артур Казагранде.